# Île Taraba
L'île Taraba (en espagnol : Isla Taraba) est une île située dans le sud du Chili. Elle est administrativement rattachée à la région de Magallanes et de l'Antarctique chilien, en Patagonie chilienne ; elle fait partie de la réserve nationale Alacalufes.

## Géographie

### Situation  et caractéristiques physiques
Elle se situe au sud-est de l'île Piazzi et au nord-ouest de l'Île Hunter (Chili) (ceb). 